# Список музеев Смитсоновского института

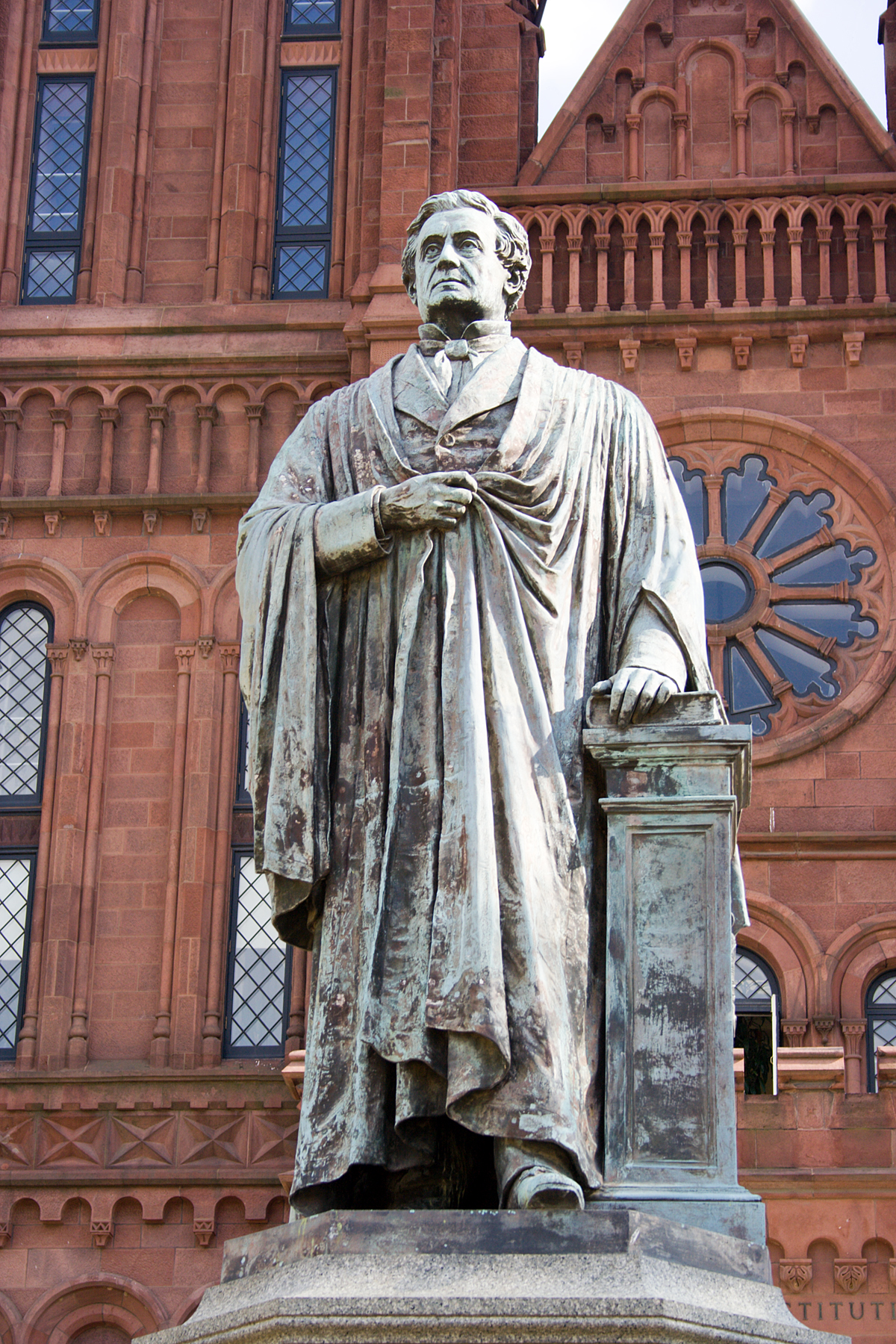
Статуя Джозефа Генри, первого секретаря Смитсоновского института, в передней части здания Смитсоновского института

Смитсоновский институт включает в себя двадцать музеев и галерей, а также  Национальный зоологический парк. Семнадцать из этих музеев находятся в Вашингтоне, одиннадцать из них расположены на Национальной аллее. Остальные находятся в Нью-Йорке и Шантильи, штат Вирджиния. Своим рождением Смитсоновский институт обязан Джеймсу Смитсону, завещавшему своё состояние Соединённым Штатам Америки. Смитсон умер в 1829 году, а в 1836 году президент Эндрю Джексон сообщил Конгрессу США о его даре. В 1838 году наследие Смитсона, которое оценивалось более чем в $500 000, было доставлено на Монетный двор США и поступило в Министерство финансов США. Через восемь лет, в 1846 году, был создан Смитсоновский институт.
Строительство здания Смитсоновского института (также известного как «Замок») было завершено в 1855 году для размещения художественной галереи, библиотеки, химической лаборатории, лекционных залов, музейных галерей и офисов. В это время Смитсоновский институт был учебным заведением, главным образом занимающимся развитием науки и мало использовавшимся в качестве музея. Под руководством второго секретаря, Спенсера Фуллертона Бэрда, Смитсоновский институт превратился в полноценный музей, в основном благодаря приобретению 60 товарных вагонов с экспозициями со Столетней выставки в Филадельфии. Доходы от выставки артефактов позволили построить Национальный музей, который теперь известен как Здание искусств и промышленности. Это здание было открыто в 1881 году и обеспечило Смитсоновский институт первыми надлежаще организованными площадями для публичного показа растущих коллекций.
Учреждение развивалось медленно до 1964 года, когда Рипли Сидни Диллон перешёл на пост секретаря. Рипли удалось расширить учреждение до восьми музеев и увеличить посещаемость с 10,8 до 30 миллионов человек в год. Этот период был отмечен наиболее значительным и быстрым ростом института, который продолжался вплоть до отставки Рипли в 1984 году. Смитсоновский институт расширился до двадцати отдельных филиалов, насчитывающих примерно 137 миллионов объектов в своих коллекциях, в том числе произведения искусства, природные образцы, а также иные культурные ценности. Музеи Смитсоновского института посещают более 25 миллионов человек каждый год.

## Музеи
Одиннадцать из двадцати музеев и галерей Смитсоновского института находятся на Национальной аллее в Вашингтоне, комплекс разнообразных памятников и музеев в историческом центре, между Мемориалом Линкольна и Капитолием США, с Монументом Вашингтона. Шесть других музеев Смитсоновского института, включая Смитсоновский Национальный зоологический парк, находятся в других районах Вашингтона. Ещё два музея расположены в Нью-Йорке и один находится в Шантильи, штат Виргиния.
Смитсоновский институт также поддерживает тесные связи с более чем 200 музеями во всех 50 штатах, а также в Панаме и Пуэрто-Рико. Эти музеи известны как Смитсоновские филиалы. Коллекции экспонатов выдаются этим музеям в виде долгосрочных займов Смитсоновского института. Эти долгосрочные займы - не единственные экспонаты Смитсоновского музея. Смитсоновский институт также проводит большое количество передвижных выставок. Каждый год более 50 передвижных выставок проходят в сотнях городов и посёлков по всему США.
Разрешение на создание двух дополнительных музеев — Латиноамериканского Национального Музея и Национального Женского Исторического Музея — было принято в 2020 году в рамках Закона об общих ассигнованиях 2021 года. Музеи еще не созданы, и Смитсоновскому институту осталось два года, чтобы выбрать места расположения музеев на Национальной аллее или рядом с ней.
| Название музея                                         | Тип коллекции                                 | Место расположения музея     | Год открытия | Фото |
| ------------------------------------------------------ | --------------------------------------------- | ---------------------------- | ------------ | ---- |
| Музей Анакостии                                        | Афроамериканская культура                     | Вашингтон                    | 1967         |      |
| Галерея Саклера                                        | Азиатское искусство                           | Вашингтон Национальная аллея | 1987         |      |
| Музей искусств и промышленности                        | Нет выставок                                  | Вашингтон Национальная аллея | 1881         |      |
| Национальный музей дизайна                             | Дизайн                                        | Нью-Йорк                     | 1897         |      |
| Галерея искусства Фрир                                 | Азиатское искусство                           | Вашингтон Национальная аллея | 1923         |      |
| Музей и сад скульптур Хиршхорна                        | Современное искусство                         | Вашингтон Национальная аллея | 1974         |      |
| Национальный музей авиации и космонавтики              | Космический полёт и Авиация                   | Вашингтон Национальная аллея | 1976         |      |
| Центр Ф. Удвара-Хези                                   | Космический полёт и Авиация                   | Шантильи, штат Виргиния      | 2003         |      |
| Национальный музей афроамериканской истории и культуры | Афроамериканская культура и история           | Вашингтон Национальная аллея | 2015 2       |      |
| Национальный музей искусства Африки                    | Искусство Африки                              | Вашингтон Национальная аллея | 1964, 1987 1 |      |
| Национальный музей американской истории                | История США                                   | Вашингтон Национальная аллея | 1964         |      |
| Национальный музей американских индейцев               | Коренные народы США                           | Вашингтон Национальная аллея | 2004         |      |
| Центр Джорджа Густава Хайе                             | Коренные народы США                           | Нью-Йорк                     | 1994         |      |
| Национальный музей естественной истории                | Естественная история                          | Вашингтон Национальная аллея | 1858, 1911 1 |      |
| Национальная портретная галерея                        | Портреты                                      | Вашингтон                    | 1968         |      |
| Национальный почтовый музей                            | Почтовая служба США; История почты; Филателия | Вашингтон                    | 1993         |      |
| Галерея Ренвик                                         | Американские ремёсла                          | Вашингтон                    | 1972         |      |
| Смитсоновский музей американского искусства            | Американское искусство                        | Вашингтон                    | 1968         |      |
| Замок Смитсоновского института                         | Офис и выставки                               | Вашингтон Национальная аллея | 1855         |      |
| Смитсоновский Национальный зоологический парк          | Зоопарк                                       | Вашингтон                    | 1889         |      |
| Национальная галерея искусства: Западное здание        | Искусство                                     | Вашингтон Национальная аллея | 1937         |      |
| Национальная галерея искусства: Восточное здание       | Современное искусство                         | Вашингтон Национальная аллея | 1978         |      |
| Национальная галерея искусства: Сад скульптур          | Современное искусство                         | Вашингтон Национальная аллея | 1999         |      |
| Американский музей естественной истории                | История                                       | Нью-Йорк                     | 1869         |      |
| Мемориальный музей Холокоста                           | История Холокоста                             | Вашингтон                    | 1993         |      |
| Центр Рипли                                            | —                                             | Вашингтон Национальная аллея | 1992         |      |

1: Год когда музей переехал в нынешнее здание 

2: Прогнозируемая дата открытия

## Исследовательские центры
| Название центра                                   | Тип                           | Место расположения центра | Год открытия | Фото |
| ------------------------------------------------- | ----------------------------- | ------------------------- | ------------ | ---- |
| Тропические исследования Смитсоновского Института | Исследовательский центр       | Панама                    | 1923         |      |
| Смитсоновский Институт биологии охраны природы    | Охрана природы                | Виргиния                  | 1974         |      |
| Смитсоновский центр исследований окружающей среды | Исследование окружающей среды | Мэриленд                  | -            |      |
| Музей Института по сохранению                     | Сохранение                    | Мэриленд                  | 1963         |      |
| Гарвард-Смитсоновский центр астрофизики           | Исследовательский центр       | Кембридж                  | 1973         |      |
| Смитсоновский центр натуралиста                   | Центр натуралиста             | Лиесбург                  | -            |      |
| Смитсоновская морская лаборатория в Форт-Пиерсе   | Морская лаборатория           | Форт-Пиерс                | -            |      |
| Смитсоновская астрофизическая обсерватория        | Обсерватория                  |                           | -            |      |

## Другое
| Название                            | Тип        | Место расположения             | Год открытия | Фото |
| ----------------------------------- | ---------- | ------------------------------ | ------------ | ---- |
| Библиотеки Смитсоновского института | Библиотека | Находится почти во всех музеях | -            |      |
| Архивы Смитсоновского института     | Архивы     | Находится почти во всех музеях | -            |      |
| Архивы американских садов           | Архивы     |                                | 1992         |      |
| Архивы Американского искусства      | Архивы     | Вашингтон Нью-Йорк             | 1954         |      |
| Станция Морского пехотинца          | Станция    |                                |              |      |

## Расположение
Спутниковый снимок восточной части Национальной аллеи,10 музеев Смитсоновского института расположены на нём. На северной стороне: Национальный музей американской истории (2) и Национальный музей естественной истории (3), а также Национальная галерея искусства: Сад скульптур (4), здание Запада (5), а также здание Востока (6). На южной стороне Национальный музей американских индейцев (10), Национальный музей авиации и космонавтики (11), Музей и сад скульптур Хиршхорна (12), Музей искусств и промышленности (13), Здание Смитсоновского института (14), Художественная галерея Фриера (15), Галерея Саклера (16), а также Национальный музей искусства Африки (17). Национальный музей афроамериканской истории и культуры планируется построить на земельном участке к западу от Национального музея американской истории (2).

Другие достопримечательности на этом изображении: Монумент Вашингтону (1), Капитолий США (7), Мемориал Улисса Гранта (8), а также Ботанический сад США (9).